# Хеезе, Хорст
Хорст Хеезе (нем. Horst Heese; 31 декабря 1943, Дюссельдорф, Германия) — западногерманский футболист, немецкий футбольный тренер.

## Биография
В качестве футболиста провел в немецкой Бундеслиге 149 игр и забил 38 голов. В элите Хеезе выступал на позиции форварда за «Айнтрахт» (Франкфурт) и «Гамбург». Завершал свою карьеру в бельгийском «Эйпене».
В качестве тренера Хеезе работал с рядом немецких клубов. В 1993 году руководил «Айнтрахтом», занявшим пятое место в Бундеслиге. Также специалист в разные годы занимал пост наставника сборной Мальты. Перед тем, как занять эту должность во второй раз, являлся техническим директором в местной федерации. Хеезе занимался обновлением национальной команды: при нём в составе мальтийцев дебютировали многие молодые игроки. Во время его работы с «крестоносцами» им удалось сыграть вничью с хорватами (1:1) в рамках отборочного турнира к ЧМ-2006. После игры Хеезе признался, что это в матче против «шашечных» его сборная добилась лучшего результата за те десять лет, которые я он работал в мальтийском футболе.
В конце 2005 года покинул свою должность, которую вскоре занял чех Душан Фитцель.

## Достижения
- Обладатель Кубка немецкой лиги (1): 1973.
- Финалист Кубка Германии (1): 1973/74.